# Clan Cumming
Clan Cumming, (en gaélico escocés: Na Cuimeinich) también conocido como Clan Comyn, es un clan escocés de las Tierras altas centrales que jugó una función importante en la historia de Escocia del siglo XIII y en las Guerras de Independencia escocesa. El Clan Cumming era la familia más potente en Escocia del siglo XIII, hasta que  fueron derrotados en la guerra civil por su rival al trono escocés, Roberto I Bruce.

### Origen del clan
Como muchas de las familias que llegó a poder bajo el mando del Rey David I de Escocia, el clan Cumming es de origen Normando u origen flamenco. El apellido es origen de un lugar, posiblemente derivado de Bosc-Bénard-Commin, cercano Rouen en el Ducado de Normandía, o de Comines, cercano Lille, en Francia.
Richard Comyn, el sobrino de William Comyn, canciller del rey David, es quien estableció esta familia en Escocia. Su hijo fue William Comyn, quien se casó con Marjory, condesa de Buchan. La madre de William era Hextilda, la nieta del rey Donald III de Escocia. Su hijo era Walter Comyn, el hombre que adquirió el señorío de Badenoch . La sede del poder era el castillo de Ruthven . El castillo de Ruthven ordenó el extremo norte de dos pasos sobre los pasos Mounth, Drumochter y Minigaig. Este señorío pasó a su sobrino, el primer John Comyn . Este John fue el primero en ser conocido como "el rojo" Comyn. Era descendiente de William Comyn, conde de Buchan, de la primera esposa del conde, Sarah Fiz Hugh. 
Los jefes también poseyeron el señorío de Lochaber.  Aquí pueden ser encontrados los restos de castillo de Inverlochy, construido por el clan Cumming aproximadamente entre 1270 y 1280.
El clan Cumming estuvo obligado para firmar un juramento de lealtad a Enrique III de Inglaterra en 1244. Aun así, el rey inglés reconoció el liderazgo político del clan Cumming en Escocia cuando en 1251, como suegro a Alejandro III de Escocia,  les devolvió al poder durante el período minoritario. Fue solo cuando Henry apoyó la toma del poder del gobierno escocés en 1255 que los Cumming recurrieron al secuestro del joven Alejandro III en 1257. Cuando terminó la minoría de Alejandro III, los Cumming, en lugar de sufrir un eclipse político, dominaron los cargos públicos entre 1260 y 1286.

### John "el Negro" Comyn
El hijo del primer John Comyn era John II Comyn, Señor de Badenoch, más conocido como John "el Negro" Comyn. Tenía su derecho al trono por ser descendiente del rey Donald III de Escocia (Donald Bane). John fue ordenado uno de los seis guardianes de Escocia después de la muerte de King Alexander III, en 1286. Su deber era para actuar como regente para Margaret de Noruega, heredera al trono escocés; sin embargo, ella murió camino a Escocia. Se le pidió al Rey Edward I de Inglaterra que interviniera y decidiera quien podría reclamar la corona de Escocia.  Se decidió a favor de John Balliol.  John Comyn se había casado con Eleanor Balliol, hija de Juan I de Balliol, entre 1270 y 1283. El Negro Comyn murió en el  castillo Lochindorb aproximadamente en 1303, un castillo que los  Cumming construyeron en el decimotercer siglo.

### John "el Rojo" Comyn

#### Guerras de Independencia escocesa
El hijo de "el Negro" Comyn era John, conocido como "el Rojo" Comyn (Juan III Comyn, Señor de Badenoch). Este John Comyn era un descendiente de ambos reyes Donald III y David I, cuando su abuela materna era Devorguilla de Galloway, la hija de Margaret de Huntingdon. John Comyn se casó con Joan de Valencie. En este tiempo las dos ramas principales del Clan Cumming era el clan Cumming Señores de Badenoch y Lochaber, y el clan Cumming Condes de Buchan.
Al controlar castillos clave, los Cumming también controlaron las principales líneas de comunicación, especialmente en el norte de Escocia, donde su poder se extendía desde el Castillo Inverlochy en el oeste hasta el Castillo Slains en el este. Entre estos dos puntos, tenían fuerzas aliadas estratégicamente situadas en los siguientes castillos: Castillo Ruthven, Castillo Lochindorb, Castillo Blair, Castillo Balvenie, Castillo Dundarg, Castillo Cairnbulg, Castillo de Rattray y Kingedward.  En particular, los castillos del Clan Cumming controlaban importantes pasos desde las tierras altas del norte y oeste hacia la cuenca del Tay.  Una tercera rama principal del Clan Cumming , los Cumming de Kilbride, tenía el poder en el sur y centro de Escocia. Celebraron castillos en Kirkintilloch (Dumbartonshire), Dalswinton (Nithsdale), el castillo de Cruggleton (Galloway), Bedrule, Scraesburgh (Roxburghshire) y Kilbride (East Kilbride).  Además de sus propiedades privadas, el Clan Cumming también celebró una serie de castillos reales a través de su papel de sheriffs hereditarios en el Castillo de Dingwall, el Castillo de Banff (en el norte) y Wigtown en el suroeste.  A principios de la década de 1290, el Clan Cumming asumió la responsabilidad adicional de los castillos reales, incluidos el Castillo de Aberdeen y el Castillo de Jedburgh, así como los castillos de Kirkcudbright, Clunie, Dull y Brideburgh.  
La influencia de Cumming sobre la escena política se vio reforzada por los matrimonios con los condes de Marr, Ross, Angus, Strathearn y Fife, y con las poderosas familias del clan MacDougall, el clan Murray, los Balliols, Mowbrays, Umphravilles y Soules. Otros aliados prominentes de los Cumming fueron el Clan Graham, el Clan Frase, el Clan Sinclair, los Cheynes, Mowats, Lochores, el Clan Maxwell y el Clan Hay .  
La antigua y longeva autoridad del Clan Comyn (Cumming) fue testigo de su prolongada tenencia de la Justicia de Escocia, la oficina política y administrativa más importante del reino. Tres sucesivos señores Comyn de Badenoch y condes de Buchan fueron jueces de justicia de Escocia durante al menos de sesenta y seis años entre los años 1205 y 1304.  Ver: William Comyn, señor de Badenoch y Alexander Comyn, conde de Buchan . 
Después de sufrir una sucesión de indignidades, el pueblo escocés se vio obligado a la rebelión. John III Comyn, señor de Badenoch, conocido como John "el rojo" Comyn fue un líder en la independencia de Escocia. Con el estallido de la guerra entre Inglaterra y Escocia, Comyn, su padre y su primo, John Comyn, conde de Buchan, cruzaron la frontera y atacaron a Carlisle el 26 de marzo de 1296, defendido por el rey Eduardo I de Inglaterra, por Robert Bruce, conde de Carrick, el padre del futuro rey de Escocia.
John Comyn se convirtió entonces en el líder político y militar más poderoso de Escocia entre 1302 y 1304. Lideró el ejército escocés contra los ingleses en la batalla de Roslin, el 23 de febrero de 1303. El ejército superado en número de John se enfrentó y venció al ejército inglés bien entrenado. Sin embargo, muchos de los aliados de la Red Comyn hicieron las paces con Eduardo I de Inglaterra, por lo que John se sometió al Rey Eduardo I de Inglaterra en Strathhord el 9 de febrero de 1304.
El 10 de febrero de 1306, John Comyn, señor de Badenoch y Robert the Bruce se reunieron en la iglesia de los Hermanos Grises, Dumfries, donde Bruce asesinó a Comyn. Las razones están en disputa. Una cuenta afirma que Bruce sabía que tenía que obtener el apoyo de John Comyn; sin embargo, John se indignó cuando se le propuso traicionar sus términos con el rey Eduardo I de Inglaterra. Es probable que Robert Bruce apuñaló al Red Comyn en el altar mayor, y sus compañeros terminaron el trabajo. Sir Robert Comyn, tío del jefe Comyn, fue asesinado mientras defendía a su sobrino. Tanto los títulos principales de Comyn como Señor de Badenoch y conde de Buchan se perdieron por la corona. 
El hijo de John Comyn, también llamado John, fue derrotado por Robert the Bruce en una escaramuza . Comyn huyó para unirse a los ingleses y luego fue asesinado en la Batalla de Bannockburn en 1314, luchando por los ingleses contra Bruce.  Cualquier esperanza de que los Comyns regresen al poder terminó en Bannockburn. Adomar Comyn, el hijo de John, murió solo dos años después y fue el último hombre de la línea Badenoch. Las tierras en Badenoch, una vez el centro del poder de Comyn, fueron entregadas al Clan Macpherson por apoyar a Robert Bruce. La caída de los Badenoch Comyns eliminó a los Cumming de la política en Escocia, aunque otras ramas del clan continuaron prosperando.  La ortografía del nombre Comyn generalmente se convirtió en Cumming y los Cummings de Altyre fueron reconocidos como los jefes del clan.

### Conflictos de clanes de los siglosXIV,XVyXVI
A principios del siglo XV, el Clan Comyn, ahora conocido como Clan Cumming, había sido reducido a un clan Highland. Pero sus miembros desempeñaron un papel importante en la historia y la cultura de las regiones de Escocia de Badenoch, Strathspey y Aberdeenshire . 
En los siglos XV y XVI, los Cumming continuaron peleas significativas y sangrientas con el Clan Macpherson, el Clan Shaw y el Clan Brodie sobre las tierras de Nairnshire . En 1550, Alexander Brodie, jefe del clan Brodie y otros 100 fueron denunciados como rebeldes por atacar a los Cumming de Altyre.
En 1424, los Cumming tomaron por la fuerza algunas de las tierras del Clan Mackintosh en Meikle Geddes y Rait, pero Malcolm Mackintosh tomó represalias y atacó a muchos de los Cumming. Esta acción fue recibida con represalias por los Comyns, quienes invadieron la tierra natal de Moy en Mackintosh e intentaron sin éxito ahogar a los Mackintosh en su isla de Moy.  Se celebró una fiesta de reconciliación en el castillo de Rait de los Cumming, pero los Mackintoshes masacraron a sus anfitriones Cumming.  
En 1594, el clan Cumming apoyó al conde de Huntly, jefe del clan Gordon, junto con el clan Cameron en la batalla de Glenlivet, donde derrotaron al conde de Argyll, jefe del clan Campbell . Fue apoyado por la Confederación Chattan del Clan Mackintosh, el Clan Murray y el Clan Forbes . 
A finales del siglo XVI y durante todo el siglo XVII, los miembros del clan eran conocidos por sus talentos musicales. Sirvieron como gaiteros y violinistas hereditarios para el Laird de Grant del Clan Grant . 

### Cumming Clan hoy
Muchos miembros del clan Cumming (Comyn) abandonaron Escocia en busca de pastos más verdes, algunos fueron a Irlanda, Inglaterra y Gales; otros más tarde emigraron en los siglos XVIII y XIX a América del Norte, Australia, Sudáfrica y Nueva Zelanda. Actualmente España también cuenta con una buena representación del apellido Cumming. Debido a la difusión del clan, la ortografía del apellido cambió con el tiempo. Los deletreos en diferentes regiones incluyen, el escocés Cumming o Comyn, el irlandés Cummins u O'Comyn, así como Cummin, Cummins, Cumins, Cummine, Coman, Cuming, Comins, Comin, Cummings, Comings, Commens y Common. 

## Jefes y sede
Después de la muerte del último jefe de la línea Badenoch, la jefatura cayó sobre los Cummings de Altyre. Es retenido por esta familia hasta el presente. El actual Jefe es Sir Alexander "Alastair" Penrose Cumming de Altyre, un descendiente de Sir Robert Comyn, el caballero que fue asesinado mientras defendía a su sobrino, John the Red Comyn.
- La sede del clan está en Altyre, Moray, Escocia .

## Castillos
Los castillos en poder del clan Comyn y más tarde de sus descendientes, el clan Cumming, han incluido entre muchos otros: 

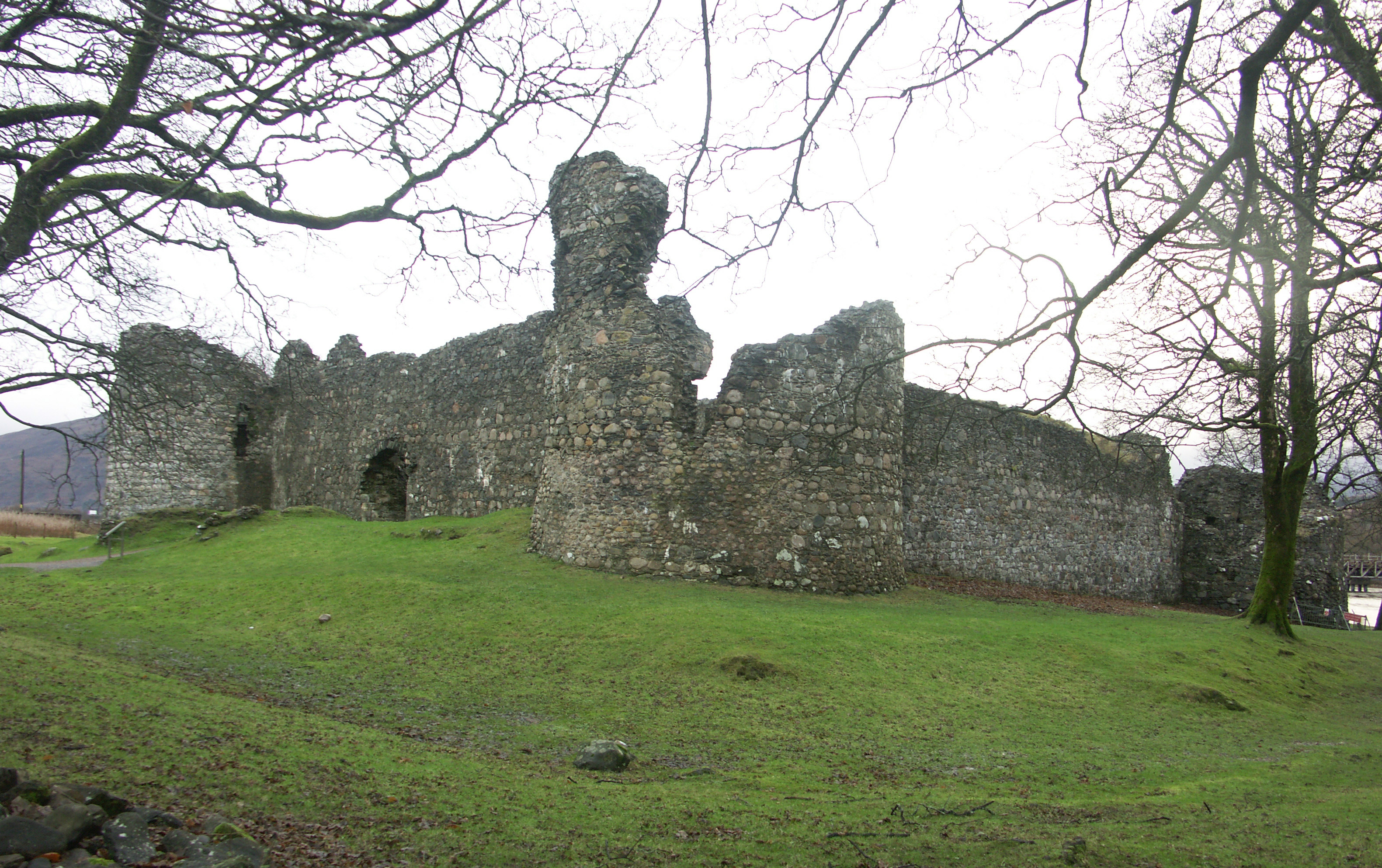
Castillo Inverlochy, sede histórica del clan Comyn

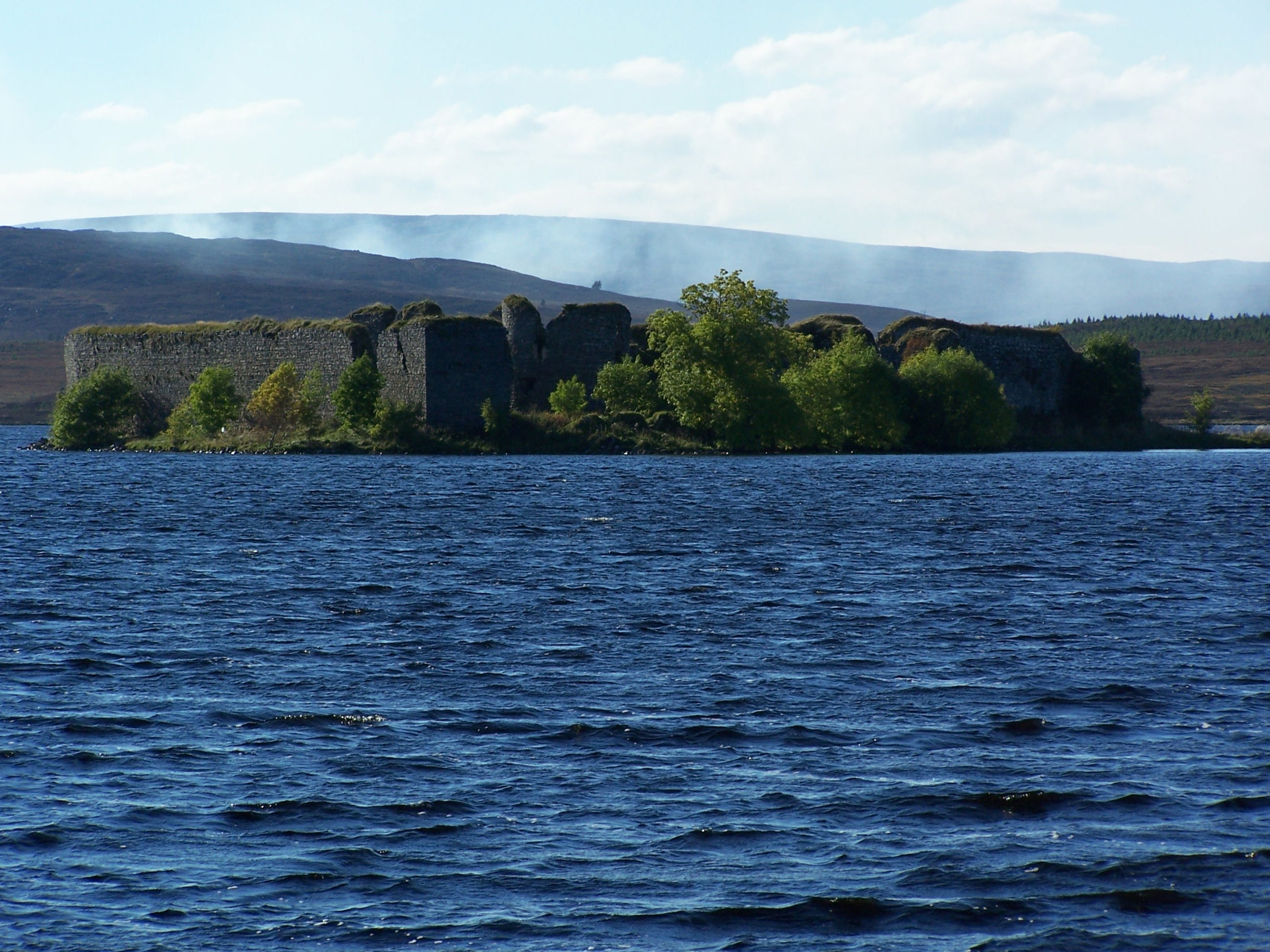
Castillo de Lochindorb, sede histórica del clan Comyn

- Inverlochy Castle, a una milla al noreste de Fort William, es un castillo ruinoso que tiene una torre redonda en cada esquina, la más grande de las cuales se conoce como la Torre de Comyn.  Las tierras estaban en manos de los Comyns, pero pasaron a los Gordon de Huntly.
- Castillo de Lochindorb, cerca de Grantown-on-Spey, en poder de los Comyns y visitado por Eduardo I de Inglaterra en 1303.  Más tarde pasó a los Stewarts .
- El castillo de Dunphail, a pocas millas al sur de Forres, Moray, era propiedad de los Comyn que fueron asediados en 1330 y, como resultado, Alasdair Comyn de Dunphail y cuatro de sus hombres fueron capturados después de intentar abandonar el castillo para buscar comida. Fueron decapitados y sus cabezas se arrojaron sobre las paredes, supuestamente con las palabras "aquí está su carne de res para sus bannocks".  Se dice que cinco esqueletos decapitados fueron encontrados enterrados cerca del castillo.  La guarnición del castillo también intentó huir, pero fueron sacrificados.  Se dice que los fantasmas sin cabeza persiguen la vieja ruina y también se han contado historias de sonidos de gemidos y peleas.  Las tierras pasaron luego a los Dunbars, pero la cercana Dunphail House fue construida en 1828 para los Cummings, y fue diseñada por William Playfair.
- Balvenie Castle, Moray, Escocia, fue retenido por los Comyns, pero fue despreciado por su rival Roberto I Bruce en 1308, y luego pasó al Clan Douglas.
- Castillo de Banff, en Banff, Aberdeenshire.
- Bedrule Castle, en Scottish Borders, en poder de los Comyns y visitado por Eduardo I de Inglaterra en 1298.
- Blair Castle, Perth, estuvo una vez en manos de los Comyns.
- Castillo de Cadzow, Hamilton, Lanarkshire del Sur.
- Castle Grant, Inverness, Escocia
- Castillo de Rattray, Crimond, Aberdeenshire una ruina, aunque la tierra todavía está en manos de la familia.
- Castle Roy, cerca de Grantown-on-Spey.
- Castillo de Comyn, cerca de East Kilbride.
- Castillo Dalswinton, Dumfries.
- Castillo de Delgatie, Aberdeenshire.
- Castillo Dundarg, Aberdeenshire.
- Ellon Castle, Aberdeenshire.
- Castillo de Inchtalla, Stirlingshire.
- Castillo de Kirkintilloch, Lanarkshire.
- Mains Castle, East Kilbride, fue retenido por los Comyns, pero pasó a los Lindsays en 1382.
- Antiguo Castillo de Slains, Aberdeenshire.
- El castillo de Pitsligo, Rosehearty, Aberdeenshire, fue retenido por los Comyns
- El Castillo Pittulie, cerca de Rosehearty, Aberdeenshire, fue retenido por los Cumines y vendido a Sir William Forbes.
- Castillo Rait, Nairn.
- Ruthven Barracks, cerca de Kingussie, es el sitio de un castillo que alguna vez fue propiedad de los Comyns.
- Castillo de Urquhart, cerca de Inverness .

## Tartanes
| Imagen del tartán | Notas |
| ----------------- | --- |
|                   | MacAulay o Comyn / Cumming : este tartán fue publicado por primera vez por James Logan como un tartán MacAulay; fue ilustrado en el trabajo conjunto de Logan y RR McIan, The Clans of the Scottish Highlands en 1845. Un tartán casi idéntico, catalogado como un tartán Cymyne (Comyn), apareció en la obra de 1842, Vestiarium Scoticum, por el infame ' Stuarts Sobieski '. Por el trabajo de 1850 de W&K Smith, aparece como el tartán Comyn / Cumming. Los Smith habían afirmado que el tartán tenía la sanción de la familia principal de Cumming. Registro Mundial de Tartanes Escoceses # 1157 |
|                   | Comyn : este tartán se publicó por primera vez en 1842, en el Vestiarium Scoticum . El Vestiarium fue compuesto e ilustrado por los "Sobieski Stuarts". |

## Jefe de armas
- Brazos del jefe (Cumming): Azure, tres atuendos Or. Cresta: un león desenfrenado o sosteniendo en su pata diestra una daga adecuada. Lema: Coraje. Partidarios: dos caballos argent.[25][26]
- Armas de los Comyns de Buchan: Azure, tres atuendos Or.
- Armas de las Comyns de Badenoch: Gules tres atuendos Or.
- Arms of Gordon-Cumming: Trimestral, 1.º y 4.º, tres atuendos O (Cumming); 2.º y 3.º, Argent, tres curvas Sable, cada una cargada con tantas rosas del campo (Penrose); en general, en un chapetón Argent, se colocan las Armas, Cresta, Lema y Partidarios de Gordon de Gordonston

## Sitios religiosos
Clan Cumming está asociado con estos sitios religiosos   : 
- Altyre Kirk, Moray, Escocia
- Capilla Cumbernauld, Lanark, Escocia
- Deer Abbey, Aberdeen, Escocia
- Catedral de Glasgow, Strathclyde, Escocia
- Priorato de Inchmahome, Perth, Escocia